# Sunsphere
| Sunsphere Knoxville  | Sunsphere Knoxville                       |
| -------------------- | ----------------------------------------- |
|                      |                                           |
| Basisdaten           |                                           |
| Ort:                 | Knoxville                                 |
| Geografische Lage:   | Koordinaten: 35° 57′ 42″ N, 83° 55′ 24″ W |
| Verwendung:          | Aussichtsturm, Restaurant                 |
| Bauzeit:             | 1982                                      |
| Kosten:              |                                           |
| Architekt:           | Community Tectonics                       |
| Technische Daten     |                                           |
| Höhe bis zur Spitze: | 81,07 m                                   |
| Aufzüge:             |                                           |
| Gesamtfläche:        |                                           |
| Stockwerke:          |                                           |
| Baustoff:            |                                           |

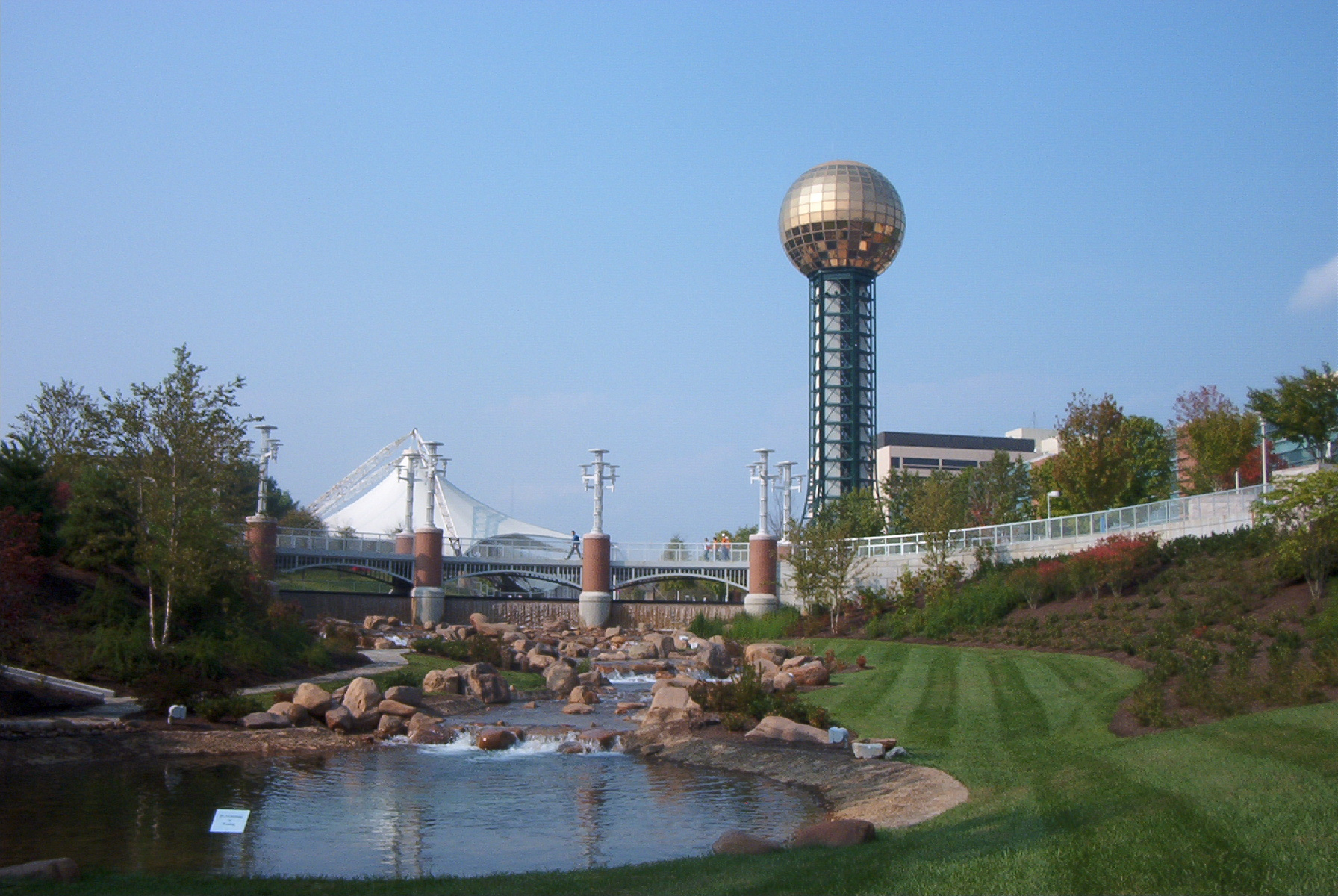
Die „Sunsphere“

Die Sunsphere (Sonnenkugel) ist das zur Weltausstellung 1982 in Knoxville (Tennessee) erbaute Wahrzeichen. Sie besteht aus einem 81,07 Meter hohen Stahlfachwerkturm mit einer 22,55 Meter großen Kugel an der Spitze.
Entworfen wurde der Turm von dem Architekturbüro Community Tectonics aus Knoxville; er wurde in mehreren Ingenieurspublikationen für sein einzigartiges Aussehen bekannt. Heutzutage besteht der größte Teil des damaligen Weltausstellungsgeländes aus einem öffentlichen Park und einer Ausstellungshalle.
Im ursprünglichen Entwurf hatte die Kugel einen Durchmesser von 86,5 Fuß (26,37 Meter), was symbolisch den Durchmesser der Sonne von 865.000 Meilen darstellen sollte.
Während der Weltausstellung 1982 kostete es zwei Dollar, den Aufzug zur Aussichtsplattform zu benutzen. Der Turm diente als Restaurant, wo Spezialitäten wie der Sunburger oder ein Getränk namens Sunburst angeboten wurden. 
Dann blieb die Sunsphere ungenutzt. Von 1992 bis 1997 diente sie als Begrüßungszentrum der Stadt Knoxville. 
Im Jahre 2007 wurden die Aussichtsplattformen des Turmes wieder der Öffentlichkeit zugänglich gemacht. 

## Trivia
In der Folge Die Reise nach Knoxville (Staffel 7, 1996) der Zeichentrickserie Die Simpsons dient die Kugel als Perückenlager und wird von Nelson Muntz zum Einsturz gebracht.